# سانسور در جوامع اسلامی

ملل عضو سازمان همکاری اسلامی (OIC) با رنگ سبز مشخص شده‌اند. سازمان همکاری اسلامی متشکل از ۵۷ کشور برای منع صحبت‌هایی که محمد را نقد می‌کنند در سطح بین‌المللی لابی کرده‌است.

در طول تاریخ، تا امروز و عصر حاضر، از تعالیم و دلایل اسلامی برای سانسور نظرات و نوشته‌ها استفاده شده‌است، و بدین گونه موارد زیادی از سانسور در جوامع اسلامی وجود دارد. یک نمونه، فتوا (حکمی مذهبی) بر ضد آیات شیطانی (یک رمان) می‌باشد، که حکم می‌کند مؤلف به دلیل کفرگویی اعدام شود.
تصویرسازی‌ها از محمد مناقشه و سانسور قابل توجهی را سبب شده‌است. بعضی از جوامع اسلامی، دارای پلیس اسلامی هستند، که مجری به کار بستن قوانین شریعت اسلامی است.
اسلام، اغلب اوقات در کشورهای غیر اسلامی به عنوان دلیلی برای خودسانسوری ذکر شده‌است. گاهی این خودسانسوری به دلیل تهدیدهای به خشونت است. در سال ۲۰۱۲ میلادی، رهبران دولت‌های عضو بزرگترین سازمان اسلامی دنیا، که با نام سازمان همکاری اسلامی (OIC) شناخته می‌شود، برای ممنوعیتی مطلق و قطعی روی هر چیزی که بتواند به عنوان بدآوازه کردن پیامبر اسلامی محمد به‌شمار رود، فراخوان دادند.

## اقدامات و حدود سانسور در دنیای اسلام

### الجزایر
در طول جنگ داخلی الجزایر در دهه ۱۹۹۰ میلادی، حداقل ۶۰ روزنامه‌نگار توسط اسلام‌گرایان به قتل رسیدند.

### مصر

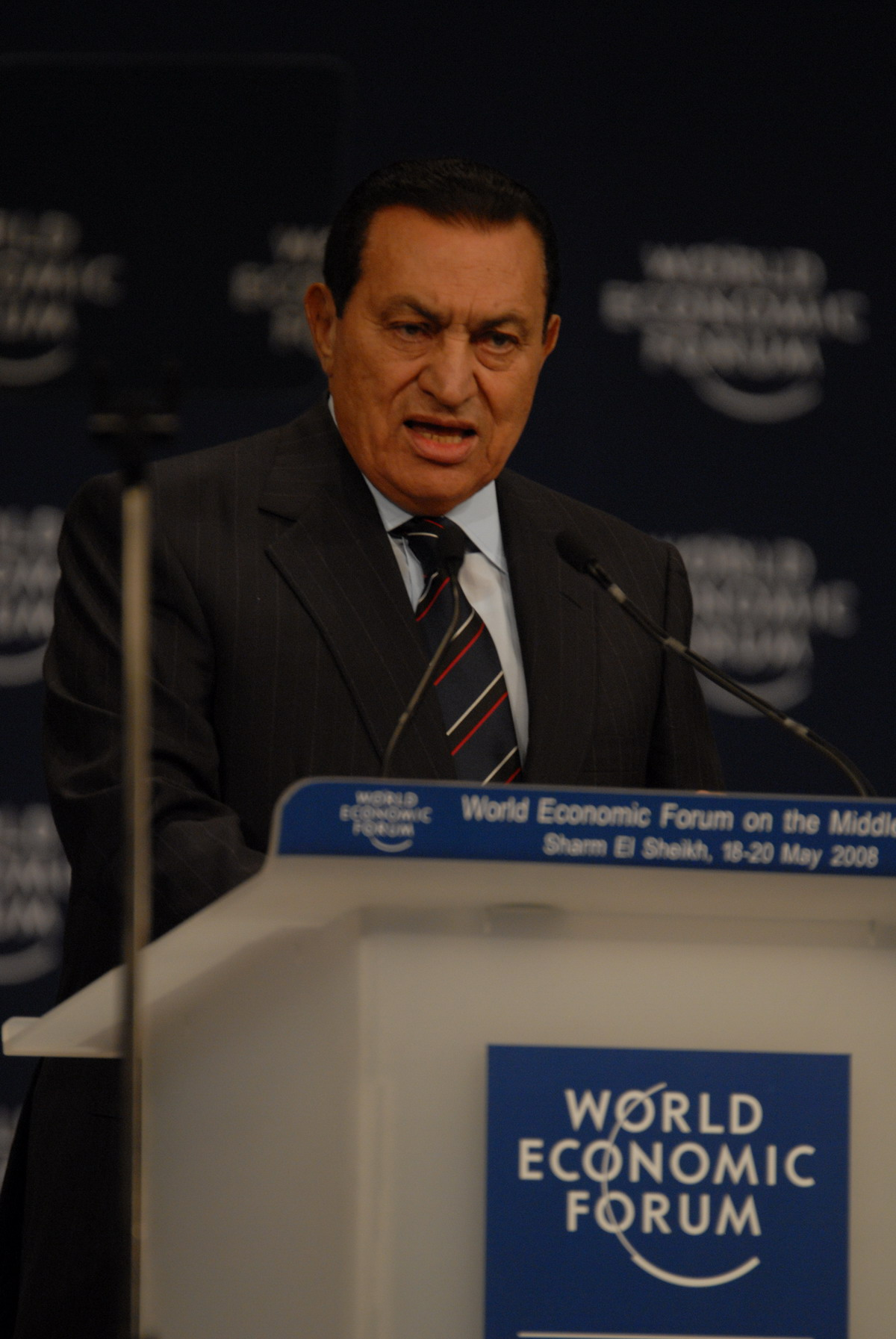
حسنی مبارک سانسور اسلامی را به عنوان بخشی از معاضدت‌هایش برای اسلام گرایان ضد رژیم در دهه 1980s پیاده‌سازی کرد.

### ایران

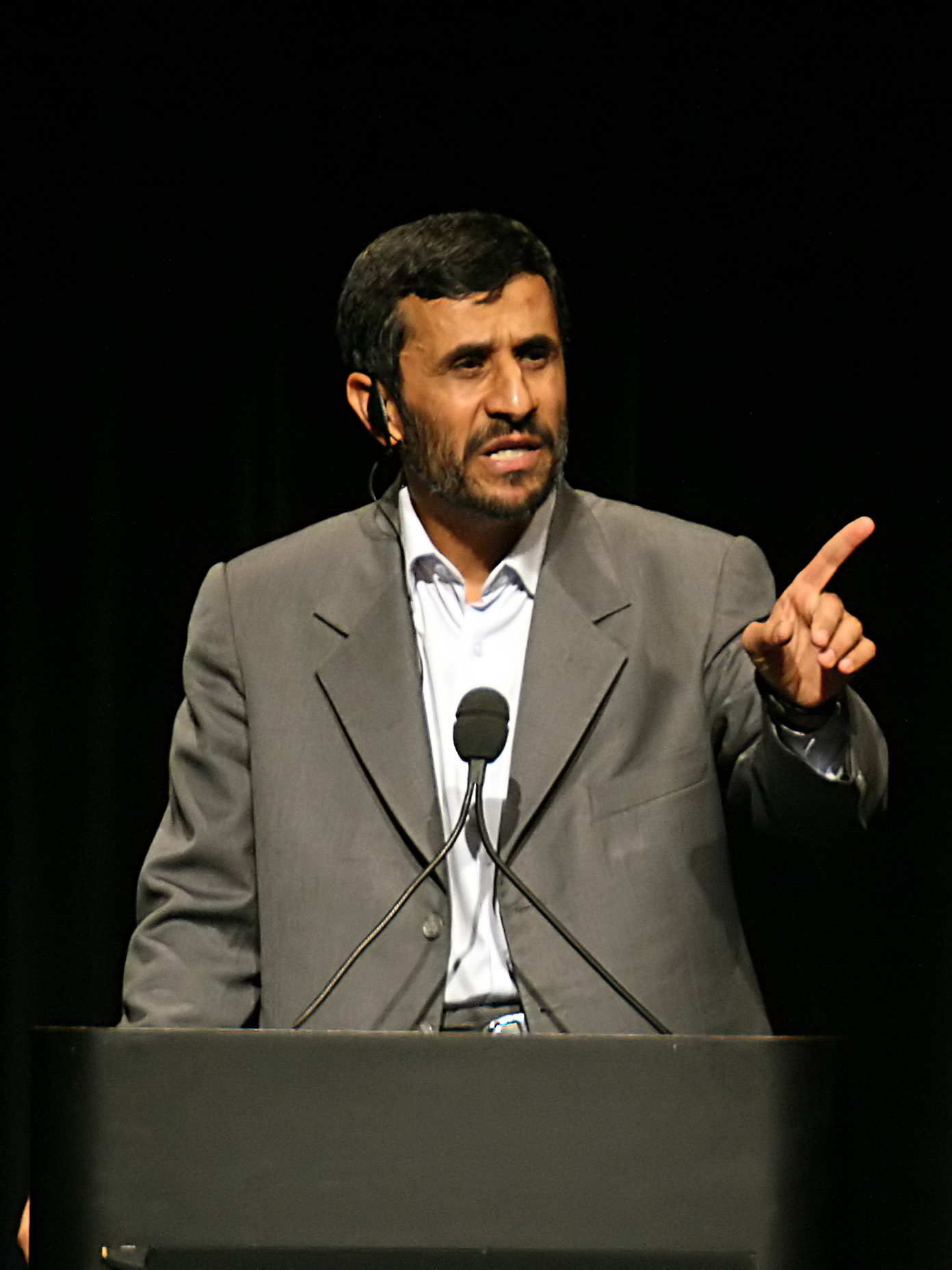
محمود احمدی‌نژاد سانسور اسلامی رسانه ملتش را پس از انتخاب شدنش محکوم کرد.

## سانسور در کشورهای غیر اسلامی

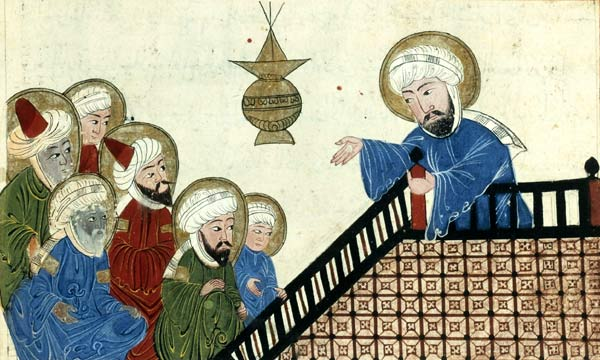
یک صفحه از یک کپی مصور از کتاب قرن ۱۵امی (میلادی) ابوریحان بیرونی محمد را در حجةالوداع به تصویر می‌کشد. این تصویر سوژه دادخواستی در ۲۰۰۸ میلادی بود برای این که از ویکی‌پدیا حذف شود.

چندین نمونه از بروز خودسانسوری در کشورهای غیر اسلامی وجود دارد.

### هلند
کارگردان هلندی تئودور ون گوگ به خاطر ساخت فیلمی رفتار با زنان مسلمان توسط دیگر مسلمانان، تحت عنوان Submission (2004)، تهدیدهای مرگ دریافت کرد؛ و بالاخره در سال ۲۰۰۴ توسط یک رادیکال اسلامی، به عنوان سزا [یا دادخواهی]، به قتل رسید. نامه‌ای که به پیکر ون گوگ الصاق شده بود، یک تهدید مرگ برای آیان حرصی علی بود، کسی که فیلمنامه و صداگذاری (صحبت روی فیلم) را برای آن فیلم انجام داده بود.